# Eugeni Bonet Albero
Eugeni Bonet Albero   (Barcelona, 1954) és un dels referents teòrics en els àmbits del cinema, el vídeo i els mitjans digitals dins el context espanyol. Durant quaranta anys, els seus escrits han testimoniat l'evolució d'aquestes disciplines i han fixat genealogies, línies de treball i vincles entre quatre generacions diferents de creadors. D'altra banda, les seves programacions audiovisuals han introduït temàtiques i corrents poc coneguts en els moments successius, fins al punt que moltes d'elles s'han convertit en autèntics manuals d'estudi obligatori. Bonet ha desenvolupat una notable trajectòria com a comissari d'exposicions i com a artista, aquesta última amb diversos films, vídeos i llargmetratges.
El 2014 el MACBA li dedica l'exposició L'ull escolta.